# 236
236是235与237之间的自然数。

## 在數學中
- 合數，正因數有1、2、4、59、118和236。
質因數分解為{\displaystyle 2^{2}\times 59}。
- 虧數，真因數和為184，虧度為52。
- 不尋常數，大於平方根的質因數為59。
- 十进制的奢侈數。
- 12個連續質數和（3+5+7+11+13+17+19+23+29+31+37+41）

## 在人類文化中
- 鮑喜順身高236.1公分，在2005年獲得認證被承認是地球上因自然原因而長得最高的活人
- 越洋航空236號班機事故：無人死亡，並打破了民航機滑翔飛行最長距離的世界紀錄
- 新北市土城區的郵遞區號為236
- 香港生力啤酒的股票編號

## 在自然科學中
- 偏硼酸的熔點為236°C
- 千層樹有236種

## 在其他領域中
- 西元236年和前236年